# Molossops temminckii
Molossops temminckii — вид рукокрилих родини молосових.

## Етимологія
Конрад Якоб Темінк (1778–1858) — нідерландський зоолог, який описав кілька видів ссавців і був директором музею природної історії в Лейдені в Нідерландах.

## Середовище проживання
Країни мешкання: Аргентина, Бразилія, Колумбія, Еквадор, Гаяна, Парагвай, Перу, Уругвай. Віддає перевагу лісу.

## Морфологія
Морфометрія. Загальна довжина: 72—74 мм, хвіст: 22—26 мм, передпліччя: 30 мм, вуха: 13 мм, задні ступні: 7—8 мм, вага: 5.5 грам. Самці крупніші самиць.
Опис. Зубна формула: I 1/1, C 1/1, P 1/2, M 3/3 = 26. Розмірами та зовнішністю схожий на Molossops mattogrossensis. Писок витягнутий, оголені губи гладкі. Центр морди плаский, без оправи. Вуха є простими, трикутні, загострені, віддалених один від одного на маківці. Верх темно-коричневий, волосся при основі бліде. Волосся від лоба поступово зменшується до лиця. Черевна область матового коричнева, світліша спини. Область горла може бути білого кольору. Хвіст становить близько 40 або 50% від довжини голови й тіла, і виступає з мембрани, принаймні на половину його довжини. Самці мають округлі залози на горлі. 

## Стиль життя
M. temminckii харчуються комахами. На відпочинок формують невеликі групи, від двох до трьох осіб, в дуплах дерев, які є не більш ніж на 3 метри над землею. В сідалах мовчать, тому їх присутність важко виявити. Також їх можна знайти в людському житлі. Починають свою діяльність в сутінках. 